# Wetspreker
Een wetspreker (Zweeds: lagman, Oudzweeds: laghmaþer of laghman, Deens: lagmand, Noors: lagmann, IJslands: lög(sögu)maður, Faeröers: løgmaður) is een unieke Scandinavische rechtsinstelling. Zij heeft haar basis in een gemeenschappelijke Germaanse mondelinge overlevering, waarin wijze mannen werd gevraagd om de wet te reciteren, maar alleen in Scandinavië ontwikkelde de functie zich tot een ambt. Twee van de meest beroemde wetsprekers zijn Snorri Sturluson en Thorgeir.

## Zweden
In Zweden was deze instelling de belangrijkste van de regionale overheden, waar elke lagsaga (meestal hetzelfde als de huidige provincies van Zweden) het rechtsgebied was van een wetspreker die ondergeschikt was aan de wetspreker in Tiundaland. De wetspreker was voorzitter van het ding, fungeerde als rechter en formuleerde de wetten die door het volk bepaald waren. De wetspreker was verplicht de wet te onthouden en te reciteren bij het ding. Hij was eveneens verantwoordelijk voor de administratie van het ding en voor de uitvoering van besluiten, en het was zijn taak om de rechten en vrijheden van het volk te beschermen en in hun naam te spreken tegen de koning of diens vertegenwoordiger. Het was de wetspreker die in belang van het volk de gekozen koning identificeerde toen hij passeerde op zijn  Eriksgata. Echter, na de oprichting van de provincie wetten, ca. 1350, zou hij deelnemen aan de Stenen van Mora met twaalf metgezellen van zijn rechtsmacht. 
Volgens de Westrogotische wet was de wetspreker voor het leven benoemd door de eigenerfden van de provincie. Het ambt was niet erfelijk, maar een wetspreker werd meestal gekozen uit een der machtige families.
Vanaf het midden van de 13e eeuw en daarna werden wetsprekers meer verbonden aan de koning, en het was gebruikelijk dat wetsprekers leden waren van de Raad van de koning. Koning Magnus Eriksson besloot dat de koning de benoeming van de wetsprekers zou beïnvloeden. Zes edelen en zes eigenerfden zouden in overleg met twee geestelijken drie mannen benoemen van de rechtsmacht. Onder deze zou de koning degene die hij het meest geschikt acht selecteren. Deze procedure zou in gebruik blijven tot de 16e eeuw, toen werd het hele proces van de selectie overgedragen aan de koning.
Vanaf dat moment kwamen wetsprekers alleen maar uit de adel, en het ambt was veranderd in een pensioen, waarin een lid van de Kroonraad van Zweden werd geselecteerd en een salaris ontving, maar andere mensen had die het werk verzorgden. Dit privilege werd afgeschaft tijdens de Vermindering van 1680, waarna de wetsprekers verplicht waren zelf zorg te dragen voor het werk, en er waren controles op de benoeming van de leden van de Kroonraad. Toch bleef tot 1723 de benoeming beperkt tot edelen.
Tegen die tijd waren de functies van de rechtsinstelling beperkt tot die van een rechter, een functie die in de loop der tijd ook minder belangrijk geworden is. In 1849 werd de instelling opgeheven, maar de titel bleef sporadisch in gebruik als een eretitel voor gouverneurs.
In 1947 werd de titel lagmän opnieuw geïntroduceerd voor rechters met senior status, de president van de afdelingen van het Hof van beroep (vergelijkbaar met het Nederlandse gerechtshof). Sinds de hervorming in 1969 zijn de presidenten van de rechtbanken (tingsrätter) lagmän, terwijl presidenten van het Hof van beroep hovrättslagmän (Hof van beroep wetspreker) worden genoemd. Dienovereenkomstig dragen de voorzitters van afdelingen van het provinciaal bestuursrecht (förvaltningsrätter) ook de titel van lagman en voorzitters van de afdelingen van de administratieve hoven van beroep zijn kammarrättslagmän ("administratief hof van beroep wetsprekers").

## Noorwegen
In Noorwegen bleven de wetsprekers wettelijk raadgevers tot koning Sverre I van Noorwegen (1184–1202) hen tot ambtenaren maakte. In de wetten van Magnus VI van Noorwegen (1263–80) kregen ze het recht om te functioneren als rechters en de lagtings (de Noorse hogere rechtbanken) voor te zitten. De lagtings en het ambt van wetspreker werden afgeschaft in 1797, maar werden in 1890 opnieuw ingesteld, gelijk met de invoering van de juryrechtspraak.

## IJsland
In IJsland werd het ambt geïntroduceerd in 930, toen het Alding tot stand was gebracht. Deze wetspreker werd verkozen voor drie jaar. Naast zijn functie als voorzitter van het ding, werden zijn taken beperkt tot adviseren en tot het reciteren van de wet. Het was de enige staatsbetrekking van het middeleeuwse IJslands Gemenebest. De wetspreker moest elke zomer een derde van de wet declameren op het Alding. In feite was Grímr Svertingsson ambtstermijn niet vanwege incompetentie of ziekte ingekort maar omdat zijn stem te zwak was voor zijn taak. Naast zijn functie als wetspreker en voorzitter van de rechtbank had de lögsögumaðr geen formele macht, maar hij zou vaak worden aangesteld als arbiter in veel voorkomende geschillen. Het ambt verwijlde een aantal jaren in de overgangsperiode na 1262, daarna het vervangen werd voor een lögmaðr. De officiële datum voor de oprichting van het Alding is 920, Úlfljótr is de  oprichter en de oorspronkelijke auteur van de wetten. Na de vereniging met Noorwegen in 1264 werden twee koninklijke wetsprekers aangewezen die een belangrijke invloed hadden op de juridische processen op het ding. Het ambt is in 1800 gelijk met het Alding afgeschaft.

### Lijst van IJslandse wetsprekers
Geleerden zijn niet zeker van het feit dat de eerste twee opvolgers van Úlfljótur elk een ambtstemijn van precies 20 zomers is toegewezen, maar van Þorkell máni af is de volgorde waarschijnlijk juist; namen zijn vermeld in hun modern IJslandse vormen.
| Lögsögumaður                          | Tijd van dienst |
| ------------------------------------- | --------------- |
| Úlfljótur                             | ca. 930         |
| Hrafn Hængsson                        | 930–949         |
| Þórarinn Ragabróðir Óleifsson         | 950–969         |
| Þorkell máni Þorsteinsson             | 970–984         |
| Thorgeir Ljósvetningagooi Thorkelsson | 985–1001        |
| Grímur Svertingsson                   | 1002–1003       |
| Skafti Þóroddsson                     | 1004–1030       |
| Steinn Þorgestsson                    | 1031–1033       |
| Þorkell Tjörvason                     | 1043–1053       |
| Gellir Bölverksson                    | 1054–1062       |
| Gunnar hinn spaki Þorgrímsson         | 1063–1065       |
| Kolbeinn Flosason                     | 1066–1071       |
| Gellir Bölverksson                    | 1072–1074       |
| Gunnar hinn spaki Þorgrímsson         | 1075            |
| Sighvatur Surtsson                    | 1076–1083       |
| Markús Skeggjason                     | 1084–1107       |
| Úlfhéðinn Gunnarsson                  | 1108–1116       |
| Bergþór Hrafnsson                     | 1117–1122       |
| Guðmundur Þorgeirsson                 | 1123–1124       |
| Hrafn Úlfhéðinsson                    | 1135–1138       |
| Finnur Hallsson                       | 1139–1145       |
| Gunnar Úlfhéðinsson                   | 1146–1155       |
| Snorri Húnbogason                     | 1156–1170       |
| Styrkár Oddason                       | 1171–1180       |
| Gissur Hallsson                       | 1181–1202       |
| Hallur Gissurarson                    | 1203–1209       |
| Styrmir hinn fróði Kárason            | 1210–1214       |
| Snorri Sturluson                      | 1215–1218       |
| Teitur Þorvaldsson                    | 1219–1221       |
| Snorri Sturluson                      | 1222–1231       |
| Styrmir hinn fróði Kárason            | 1232–1235       |
| Teitur Þorvaldsson                    | 1236–1247       |
| Ólafr hvítaskáld Þórðarson            | 1248–1250       |
| Sturla Þórðarson                      | 1251            |
| Ólafr hvítaskáld Þórðarson            | 1252            |
| Teitur Einarsson                      | 1253–1258       |
| Ketill Þorláksson                     | 1259–1262       |
| Þorleifur hreimur Ketilsson           | 1263–1265       |
| Sigurður Þorvaldsson                  | 1266            |
| Jón Einarsson                         | 1267            |
| Þorleifur hreimur Ketilsson           | 1268            |
| Jón Einarsson                         | 1269–1270       |
| Þorleifur hreimur Ketilsson           | 1271            |

## Bron
- An article in Nordisk familjebok
- Nationalencyklopedin